# Ligatuur (muziek)

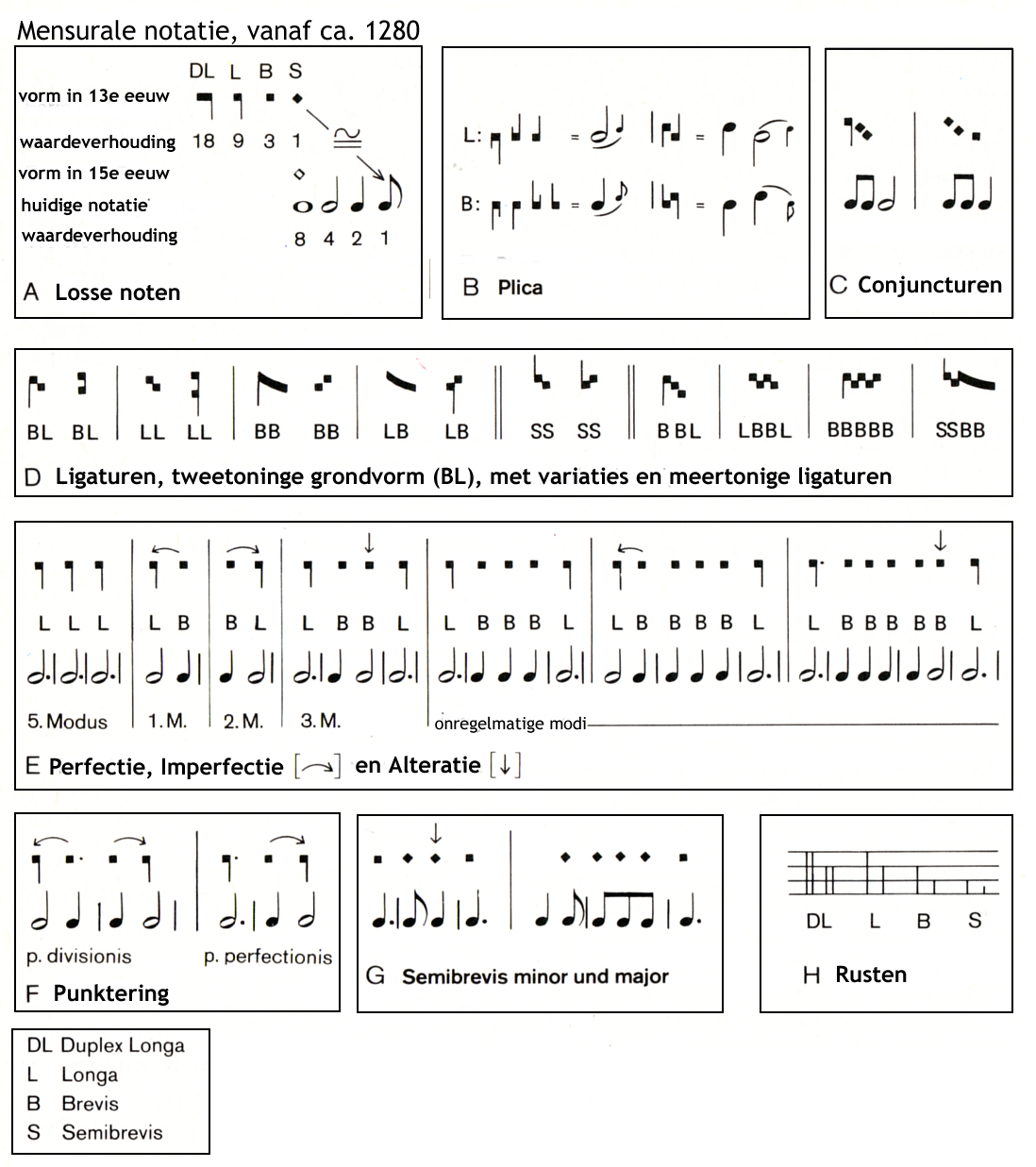
Onder plaatje 'D' staan ligaturen genoteerd

Een ligatuur is de muzieknotatie van de verbinding tussen verschillende tonen, die oorspronkelijk op 1 lettergreep werden gezongen. Ligaturen zijn met name van belang in de zwarte mensurale notatie en Gregoriaanse muziek.